# Adam and the Ants
Adam and the Ants was een Britse band uit Londen rond zanger Adam Ant, opgericht in 1977. Het was een van de eerste groepen die eind jaren '70 de overstap maakte van punkrock naar new wave en postpunk. Vanaf 1982 ging de band verder als soloproject van Adam Ant.

## Carrière

### Ontstaan (1977-1980)
Adam and the Ants werd begin 1977 in Londen als The Ants opgericht door zanger Adam Ant (artiestennaam van Stuart Goddard), gitarist Lester Square, basgitarist Andy Warren en drummer Paul Flanagan. In mei van dat jaar verliet Square de groep; hij richtte later de band The Monochrome Set op. Hij werd vervangen door Mark Ryan. Begin juni werd Flanagan vervangen door David Barbarossa. In deze formatie werden de eerste nummers "Plastic Surgery" en "Beat My Guest" opgenomen, die in 1978 in de film Jubilee verschenen, waar Ant zelf een rol in speelde. Aan het eind van het jaar kreeg Ryan ruzie met het management van de groep en werd hij vervangen door Johnny Bivouac, terwijl de naam van de groep tevens werd gewijzigd in Adam and the Ants.
In deze periode tourde Adam and the Ants veel met Siouxsie and the Banshees. De Britse pers vond hun teksten en imago maar niks, waarop de band als reactie een sterke band met fanzines over punkmuziek opbouwde. Op 23 januari 1978 maakten zij hun radiodebuut in het programma van John Peel op BBC Radio 1 en speelden zij de nummers  "Deutscher Girls", "It Doesn't Matter", "Puerto Rican" en "Lou". Manager Jordan zong het laatste nummer, zoals zij ook vaak tijdens live-optredens deed voordat zij na een show op 14 mei de band verliet. De dag daarop verliet ook Bivouac de band en werd hij vervangen door Matthew Ashman. In deze bezetting trad de bnd op 10 juli opnieuw bij John Peel op, waar zij de nummers "Zerox", "Physical", "Friends" en "Cleopatra" speelden.
Eind juli 1978 tekende Adam and the Ants een platencontract bij Decca Records, dat twee singles uit zou brengen. Tevens gingen zij op tournee door Europa. In oktober 1978 verscheen "Young Parisians", de eerste single van de band. In november werden "Zerox" en "Kick" opgenomen als potentiële tweede single, maar na het geringe success van de eerste single ging deze uitgave niet door. In januari en februari 1979 ging de band op tournee door het Verenigd Koninkrijk en op 26 maart werden bij het programma van Peel de nummers "Ligotage", "Tabletalk", "Animals & Men" en "Never Trust a Man (With Egg on His Face)" gespeeld. Vervolgens tekende de band een contract bij het onafhankelijke platenlabel Do It Records en namen zij "Zerox" opnieuw op, dat in juli 1979 werd uitgebracht.
Eind augustus 1979 nam Adam and the Ants in de Londense Sound Development Studios hun debuutalbum op. Adam Ant schreef alle nummers en trad op als producer. Enige tijd later werden Ashman en Warren door Ant ontslagen. Warren werd vervangen door Lee Gorman, terwijl Ashman al snel terugkeerde. Het debuutalbum van de groep, Dirk Wears White Sox, werd in januari 1980 uitgebracht. Ant vroeg vervolgens of Malcolm McLaren de manager van de band wilde worden. Eind januari vroeg McLaren aan Ashman, Gorman en Barbarossa om de groep te verlaten zodat zij zich bij Bow Wow Wow aan konden sluiten.

### Doorbraak (1980-1981)
Een nieuwe versie van Adam and the Ants werd begin 1980 samengesteld en bestond naast Ant uit gitarist Marco Pirroni, basgitarist Kevin Mooney en drummers Terry Lee Miall en Chris "Merrick" Hughes. Pirroni werd een belangrijk lid van de groep en zou nog vaak met Ant muziek schrijven. Rond deze tijd werd het management van de groep overgenomen door Falcon Stuart. Onder zijn leiding werd van stijl veranderd: zo werd de drumstijl "Burundi beat" aangenomen en gingen de bandleden piratenkostuums dragen. Het nummer "Cartrouble Pt.2", dat oorspronkelijk op Dirk Wears White Sox stond, werd opnieuw opgenomen en in maart 1980 als single uitgebracht. De groep werkte vervolgens aan nieuw materiaal, dat door Stuart aan platenmaatschappijen werd aangeboden terwijl de band zelf op tournee was.
In juli 1980 tekende Adam and the Ants een platencontract met CBS Records en bracht het de single "Kings of the Wild Frontier" uit. Dit leverde hen de eerste hitsingle in het Verenigd Koninkrijk op, waar het tot plaats 48 in de UK Singles Chart kwam. De opvolger "Dog Eat Dog" verscheen in oktober en behaalde de vierde plaats, waardoor de band voor het eerst in het programma Top of the Pops mocht optreden. Het bijbehorende album Kings of the Wild Frontier werd in november uitgebracht en bereikte in januari 1981 de eerste plaats in de UK Albums Chart. Tegelijkertijd kwam de single "Antmusic" tot de tweede plaats in het Verenigd Koninkrijk, terwijl het in Australië vijf weken de eerste plaats bezette. Om mee te liften op het succes, brachten zowel Decca als Do It oud werk van de band opnieuw uit: "Young Parisians" kwam tot de negende plaats in het VK, terwijl Dirk Wears White Sox plaats zestien in de albumlijsten behaalde.

### Succesvolle periode (1981-1982)
In februari 1981 trad Adam and the Ants op bij de Royal Variety Show, waar een incident met Mooney ervoor zorgde dat deze werd ontslagen en vervangen door Gary Tibbs. De single "Kings of the Wild Frontier" werd opnieuw uitgebracht en behaalde in maart de tweede plaats in de hitlijsten. In deze tijd nam de band de single "Stand and Deliver" op. Deze single bracht de groep hun eerste nummer 1-hit in het Verenigd Koninkrijk, waar het in mei 1981 vijf weken bleef staan.
Na een tournee in Europa keerde Adam and the Ants terug naar de studio om de opnames voor hun derde album af te ronden. De single "Prince Charming" bereikte in september de eerste plaats in het Verenigd Koninkrijk, waar het vier weken bleef staan. In november verscheen het album Prince Charming, die drie weken op de tweede plaats zou staan. De derde single "Ant Rap" bereikte in januari 1982 de derde plaats. De band was een van de meest succesvolle artiesten van 1981 in het Verenigd Koninkrijk; vier singles bereikten de top drie in de hitlijsten en maakten deel uit van de vijftig best verkochte singles van het jaar, waarvan "Stand and Deliver" en "Prince Charming" op drie en vier stonden.
Begin 1982 ontving Adam and the Ants een Brit Award in de categorie beste album van het jaar voor Kings of the Wild Frontier. Ook werden zij dat jaar genomineerd voor een Grammy Award in de categorie Best New Artist, die uiteindelijk naar Sheena Easton ging. Ant en Pirroni wonnen bij de Ivor Novello Awards tevens in de categorie songwriter van het jaar voor de single "Stand and Deliver".

### Einde
In maart 1982 hield Adam and the Ants op te bestaan. Volgens Ant had hij "geen interesse meer" in de band. Ant ging vervolgens aan de slag als solo-artiest, waarbij hij samen met Pirroni bleef schrijven. Hughes produceerde zijn solo-albums, zoals hij ook al deed bij Adam and the Ants. "Goody Two Shoes", de eerste solosingle die Ant uitbracht, werd een nummer 1-hit in het Verenigd Koninkrijk.

## Bezetting
- Adam Ant: zang, gitaar, basgitaar, piano, mondharmonica (1977-1982)
- Andy Warren: basgitaar (1977-1979)
- Paul Flannagan: drums (1977)
- Lester Square: gitaar (1977)
- Mark Ryan: gitaar (1977)
- Dave Barbarossa: drums (1977-1980)
- Jordan: zang (1977-1978)
- Johnny Bivouac: gitaar (1977-1978)
- Matthew Ashman: gitaar (1978-1979, 1979-1980), piano (1979)
- Leigh Gorman: basgitaar (1979-1980)
- Chris "Merrick" Hughes: drums, akoestische gitaar, piano (1980-1982)
- Terry Lee Miall: drums (1980-1982)
- Marco Pirroni: gitaar (1980-1982)
- Kevin Mooney: basgitaar (1980-1981)
- Gary Tibbs: basgitaar (1981-1982)

## Discografie

### Albums
- 1979: Dirk Wears White Sox
- 1980: Kings of the Wild Frontier
- 1981: Prince Charming

### Singles
- 1978: "Young Parisians"
- 1979: "Zerox"
- 1980: "Cartrouble"
- 1980: "Kings of the Wild Frontier"
- 1980: "Dog Eat Dog"
- 1980: "Antmusic"
- 1980: "Young Parisians" (heruitgave)
- 1981: "Zerox" (heruitgave)
- 1981: "Cartrouble" (heruitgave)
- 1981: "Kings of the Wild Frontier" (heruitgave)
- 1981: "Stand and Deliver"
- 1981: "Prince Charming"
- 1981: "Ant Rap"
- 1982: "Deutscher Girls"

### Hitnoteringen

#### Albums
| Album met eventuele hitnotering(en) in de Nederlandse Album Top 100 | Datum van verschijnen | Datum van binnenkomst | Hoogste positie | Aantal weken | Opmerkingen |
| ------------------------------------------------------------------- | --------------------- | --------------------- | --------------- | ------------ | ----------- |
| Kings of the Wild Frontier                                          | 03-11-1980            | 20-06-1981            | 11              | 19           |             |
| Prince Charming                                                     | 11-1981               | 21-11-1981            | 5               | 9            |             |

#### Singles
| Single met eventuele hitnotering(en) in de Nederlandse Top 40 | Datum van verschijnen | Datum van binnenkomst | Hoogste positie | Aantal weken | Opmerkingen                      |
| ------------------------------------------------------------- | --------------------- | --------------------- | --------------- | ------------ | -------------------------------- |
| Antmusic                                                      | 28-11-1980            | 07-02-1981            | tip3            | -            | Nr. 41 in de Nationale Hitparade |
| Stand and Deliver                                             | 27-03-1981            | 06-06-1981            | 8               | 11           | Nr. 4 in de Nationale Hitparade  |
| Prince Charming                                               | 04-09-1981            | 26-09-1981            | 17              | 10           | Nr. 8 in de Nationale Hitparade  |

| Single met hitnotering(en) in de Vlaamse Ultratop 50 | Datum van verschijnen | Datum van binnenkomst | Hoogste positie | Aantal weken | Opmerkingen |
| ---------------------------------------------------- | --------------------- | --------------------- | --------------- | ------------ | ----------- |
| Antmusic                                             | 28-11-1980            | 14-03-1981            | 30              | 1            |             |
| Stand and Deliver                                    | 27-03-1981            | 27-06-1981            | 7               | 9            |             |
| Prince Charming                                      | 04-09-1981            | 31-10-1981            | 8               | 7            |             |

#### NPO Radio 2 Top 2000
Van Adam and the Ants stond alleen Stand and Deliver in 2001 in de NPO Radio 2 Top 2000, op plek 861.